# Samurai Shodown Anthology
Samurai Shodown Anthology, in Japan als Samurai Spirits: Rokuban Shobu bekannt, ist eine Videospielsammlung, die vom Terminal Reality entwickelt und von SNK veröffentlicht wurde. Das Spiel erschien 2007 für Spielkonsolen Nintendo Wii, PlayStation 2 und Playstation Portable. Am 1. Oktober 2009 kam das Spiel im PlayStation Store für den PSP.

## Inhalt
Samurai Shodown Anthology enthält folgende Spiele:
| Auswählbare Spiele in Samurai Shodown Anthology | Auswählbare Spiele in Samurai Shodown Anthology | Auswählbare Spiele in Samurai Shodown Anthology | Auswählbare Spiele in Samurai Shodown Anthology | Auswählbare Spiele in Samurai Shodown Anthology |
| Name des Spiels                                 | Release                                         | Genre                                           | Entwickler                                      | Ursprüngliches System                           |
| ----------------------------------------------- | ----------------------------------------------- | ----------------------------------------------- | ----------------------------------------------- | ----------------------------------------------- |
| Samurai Shodown                                 | 1993                                            | Fighting Game                                   | SNK                                             | Arcade                                          |
| Samurai Shodown II                              | 1994                                            | Fighting Game                                   | SNK                                             | Arcade                                          |
| Samurai Shodown III                             | 1995                                            | Fighting Game                                   | SNK                                             | Arcade                                          |
| Samurai Shodown IV                              | 1996                                            | Fighting Game                                   | SNK                                             | Arcade                                          |
| Samurai Shodown V                               | 2003                                            | Fighting Game                                   | SNK                                             | Arcade                                          |
| Samurai Shodown VI                              | 2005                                            | Fighting Game                                   | SNK                                             | Arcade                                          |

## Rezeption
Das Spiel erhielt positive Kritiken. Auf Metacritic hat das Spiel 74/100 Punkten. Eurogamer vergab 8/10 Punkten.